# Pogonogenys
Pogonogenys és un gènere d'arnes de la família Crambidae.

## Taxonomia
- Pogonogenys frechini Munroe, 1961
- Pogonogenys masoni Munroe, 1961
- Pogonogenys proximalis (Fernald, 1894)